# Saint-Léger-Bridereix
Saint-Léger-Bridereix is een gemeente in het Franse departement Creuse (regio Nouvelle-Aquitaine) en telt 174 inwoners (1999). De plaats maakt deel uit van het arrondissement Guéret.

## Geografie
De oppervlakte van Saint-Léger-Bridereix bedraagt 8,0 km², de bevolkingsdichtheid is 21,8 inwoners per km².

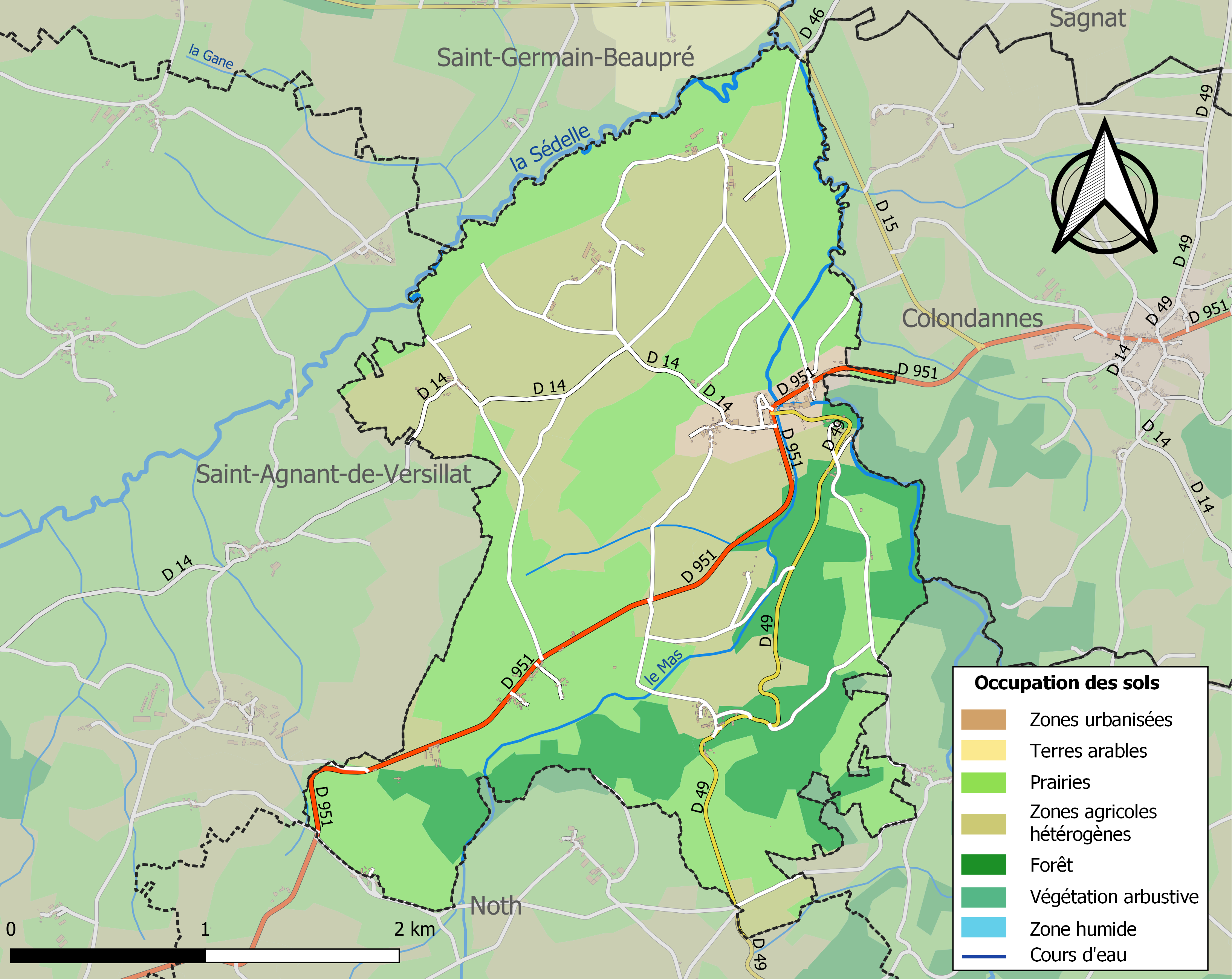
Kaart van de gemeente met de belangrijkste infrastructuur, bodemgebruik en omliggende gemeenten

## Demografie
Onderstaande figuur toont het verloop van het inwonertal (bron: INSEE-tellingen).